# مجله کانادایی پژوهش‌های پرستاری
مجله کانادایی پژوهش‌های پرستاری (به انگلیسی: Canadian Journal of Nursing Research) یا سی‌جی‌ان‌آر (CJNR)، یک مجله پزشکی است که از سال ۱۹۶۸، به وسیلهٔ مدرسه پرستاری دانشگاه مک‌گیل در کانادا با هدف انتشار مقالات و پژوهش‌های انجام شده برای گسترش دانش پرستاری در کاربردی کردن علوم تئوریک در عمل پایه‌گذاری شد.